# Свети Никола (Марица)
Вижте пояснителната страница за други значения на Свети Никола.
„Свети Никола“ е късносредновековна българска църква в село Марица, община Самоков, Софийска област.

## Местоположение
Храмът е бившата енорийска църква на село Марица. Намира се в югозападната част на селото.

## История
Построена е през последните десетилетия на XVI век. 
Според някои легенди е кръстена на комитопул Никола, бащата на цар Самуил. Има предположения, че неговата съпруга арменската принцеса Рипсимия е била родом от тук или нейният род е бил преселен по тези земи от император Йоан Цимицхий. Според другата версия селото е родно на самия комитопул Никола.

## Архитектура
Еднокорабна, едноапсидна сграда с външни размери 6,30 х 3,50 м и вътрешни размери: 5,4 м. дължина, 3,6 м. ширина и 3,2 м. височина. Дебелите до 1 м. стени са изградени от речни камъни, споени с хоросан.
На източната стена на църквата, отляво на апсидата, над допълнително издълбаната протезисна ниша е поместен паметен ктиторски надпис. Макар и частично повреден, може де са реконструира следния текст: " [ Тази църква на Свети Никола по ]строи се[ ло Ма ]хала мали и големи. Бог да прости.. Никола, Михо, Радивой, Вуково, Дража, Кагана, Секула, Лека, Петко, Ради, Стоян, Воен, Гуро, Радосав, Герман."
Към първоначалната църква през 1830 г. е изградена обширна пристройка, удължаваща наоса в западна посока, представляваща обширно засводено помещение от камъни, споени с хоросан, с правоъгълен план и два входа от запад и юг. Изграждането на новата част е документирано с релефен каменен надпис, издълбан под нишата на западния портал, който гласи: "Да се знае кугасе настави сограждение храмъ Святи Никола вовреме султань Махмудово турско царство 1830 сене."
През 1869 г. се извършва ново разширение на църквата, при което към западната и южната и страна се издигат малки паянтови постройки, изпълняващи функцията на нартекс. Тези пристройки са отстранени при реставрацията през 1961 – 1970 г. Последното преустройство е извършено от свещиника на църквата поп Стоян Стамов през 1880 г. Той изрязва дървените обтегачи на старата църква, което довежда до бързо разпукване на свода и издълбава голяма протезисна ниша в олтара, което украсява с наивно изображение на благославящия Христос Велик архиерей.

## Стенописи
Стенописите от XVI век са изпълнени на два етапа.
Стенописите от първия етап са изписани непосредствено след построяването на църквата върху глинена подложка. Към тях се отнасят няколко фрагмента от сцената „Страшният съд“ на западната фасада, запазени след разрушаването на стената по време на разширяването на църквата през 1830 г., както и украсата на апсидната конха, състояща се от изображенията на „Богородица Ширшая небес“ и композицията „Поклонение на жертвата“ (Мелизмос), включваща образите на Григорий Нисийски, Йоан златоуст, два ангела, Василий Велики и Атанасий Александрийски.
Останалата част от църквата е изписана няколко години по късно, върху варова мазилка.
Долния регистър на наоса (на височина до 2 м.) обхваща на източната стена ктиторския надпис, заедно с протезисната ниша под него на север и Свети Стефан – на юг. Като проодължение на „Поклонение на жертвата“ в апсидната конха, на южната стена в олтарното пространство следват образите на светците Григорий Богослов, Вукол Смирненски и Иларион Мъгленски, а на северната стена е сцената "Видението на св. Петър Александрийски. На южната стена на наоса са светците Теодор Тирон и Теодор Стратилат, Свети Пантелеймон, Свети Козма и Свети Дамян. На северната стена на наоса са композицията „Моление“ (Дейсис), включваща допоясните образи на Богородица и Христос и Свети Йоан Предтеча в цял ръст и паноамната сцена с конните фигури на Свети Георги и Свети Димитър.
Непосредствено над изображенията от долния регистър в олтарното пространство е изписан фриз с медальони на светци в правоъгълни рамки – на южната стена: Кирил Александрийски, Андрей Критски, Ипатий Гангърски, Епифаний Кипърски и Софроний Йерусалимски, и на северната: Игнатий Богослов, Герман патриарх Константинополски, Поликарп Смирненски, Григорий Декаполит и Дионисий Ареопагит.
В наоса над изображенията от долния регистър също е изписан фриз с кръгли медальони на светци – на южната стена: пет повредени изображения, последвани от образите на светците Евстатий, Агапий и още едно повредено изображение, на северната стена: медальони на светците Мисаил, Азарий, Трифон, бюстово изображение на Свети Никита и отново медальоне на светците Яков Персиец, Мина, Виктор и Викентий.
Цикълът на празничните сцени и Страстите Христови от горния регистъър започва на източната стена с двустранната сцена „Благовещение“, разположена от двете страни на апсидната конха: отляво е Архангел Гавраил, а отдясно – Дева Мария. На южната стена следват сцените „Рождество Христово“, „Сретение Христово“, „Кръщение Христово“, „Възкресение Лазарово“, „Влизане в Йересалим“ (Цветница, Впод господен). На северната стена са сцените „Съдът на Пилат“, „Разпятие Христово“, „Оплакване“, „Жените мироноски на гроба“ (Камък господен) и „Възкресение“ (Слизане в ада). Композицията „Възнесение“ е разделена на две части: – долната част „Възнесение: Богородица и апостолите“ е разположена в люнета на източната стена между свода и апсидната конха, над сцената „Благовещение“, а горната част „Възнесение Христово“ е в зенита на свода. В зенита на свода следват главната композиция „Христос Пантократор“ (Вседържител) в голям двоен кръг, уграсен с медальони на Богородица, Йоан Кръстител и ангели и западно от него – по малко изображение на „Христос Емануил“ (Спасител). Трите хипостаса на Христос в зенита на свода са обградени от двете страни от фризове с изображения на пророци – на южното рамо на свода са изписани пророците Давид, Соломон, Михей, Авакум, Яков и Йеремия, а на северното рамо на свода са образите на пророците Мойсей, Арон, Самуил, Йона, Даниил и Захария.
Стенописите от XVI век се отличават със своя опростен и неподправен стил и се доближават до изящната прстота на раннохристиянското изкуство и на комниновата епоха.
Стенописите от XIX век в пристройката са изпълнени от самоковски зографи, като най-вероятно главен майстор е бил Иван Иконописец от Самоков (1795 – 1854). Върху зенита на свода са изобразени „Христос Ангел от Великия съвет“ и „Йоан Предтеча“. На северната стена са изобразени сцени от Житието на Свети Никола: „Ръкополагане за дякон“, „Ръкополагане за епископ“ „Св. Никола избавя трите девици от блудство“ и „Св. Никола разрушава идолите“ и медальонен фриз с изображенията на петимата пророци: Мойсей, Давид, Илия, Елисей и Исай.
На южната стена са изобразени сцени от Житието на Свети Никола: „Свети Никола спасява давещия се“, „Св. Никола спасява кораб от потъване“, „СвНикола се явява на цар Константин“ и „Св. Никола избавя тримата невинни от смърт“ и медальонен фриз с изображенията на петимата пророци: Захарий, Соломон, Йезекил, Даниил и Авакум.
Стенописите в църквата са художествен паметник на културата от национално значение (ДВ бр.100, 1969 г.).
Църквата носи името на Свети Никола или Свети Николай Мирликийски Чудотворец (270 – 343). Той е източноримски духовник, епископ на град Мира Ликийска в областта Ликия. Приживе Николай Мирликийски е известен като противник на езичеството и арианството. След смъртта си е почитан като светец и покровител на моряците, търговците и затворниците. През средновековието мощите му са откраднати от италиански моряци от храма в Мира и са пренесени в гр. Бари, Италия където се пазят и до днес.
В България денят на светеца – Никулден, се празнува на 6 декември.

## Реставрация
Изставена и почти запустяла след изграждането на новата селска църква в началото на ХХ век, старата църква „Св. Никола“ започва бързо да се руши. Пропукването на свода и честите наводнения, налагат провеждането на обширни укрепителни работи, с което се заема в края на 50-те години на миналия век новооснованият Национален институт за защита на паметниците на културата. След близо 10-годишна работа, творческият колектив на Института, ръководен от арх. Н. Мушанов, художник-реставратора Б.Илиева и инженер В.Венков завършва през 1970 г. консервацията и реставрацията на архитектурата и стенописите, като възвръща паметника на българския народ.
- Исус Христос Пантократор
- Средновековен стенопис Възкресение Христово